# Kim Possible – Mission zwischen den Zeiten
Kim Possible – Mission zwischen den Zeiten (Originaltitel: Kim Possible: A Sitch in Time) ist ein US-amerikanischer Fernsehfilm, der auf der gleichnamigen Zeichentrickserie, die von 2002 bis 2007 auf dem Disney Channel ausgestrahlt wurde, basiert. Er wurde erstmals am 28. November 2003 auf dem Disney Channel ausgestrahlt.

## Handlung
Der Film beginnt in der Gegenwart, in der Kim Possible und ihr bester Freund Ron Stoppable gemeinsam gegen das Verbrechen kämpfen. Kurz darauf muss Ron jedoch wegen eines Umzugs nach Norwegen die Middleton High verlassen. Währenddessen schließen sich die Schurken Dr. Drakken, Shego, Monkey Fist und Duff Killigan zusammen, um ein mystisches Artefakt namens Tempus Simia zu stehlen, das Zeitreisen ermöglicht.
Mit der Hilfe des Artefakts reist das Bösewicht-Quartett in die Vergangenheit, um Kim als kleines Kind zu sabotieren, bevor sie zur Heldin werden kann. Kim folgt ihnen gemeinsam mit Rufus 3000, einem Nachfahren von Rons Maulwurf-Ratte Rufus aus der Zukunft. Auf ihrer Reise durch die Zeit besucht Kim verschiedene Phasen ihres Lebens: ihre Kindheit, ihre frühe Teenagerzeit und eine dystopische Zukunft, in der Shego die Welt beherrscht.
Mit Hilfe ihrer Freunde, darunter auch verschiedene Versionen ihrer selbst und von Ron, gelingt es Kim letztlich, Shegos Herrschaft in der Zukunft zu beenden und die Zeitlinie zu reparieren.

## Synchronisation
Die deutschsprachige Synchronisation entstand bei der Blackbird Music Musik- u. Filmsynchron nach einem Dialogbuch von Marius Clarén, sowie unter der Dialogregie von Simon Jäger.
| Rolle         | Englischer Sprecher    | Deutscher Sprecher |
| ------------- | ---------------------- | ------------------ |
| Kim Possible  | Christy Carlson Romano | Anna Carlsson      |
| Ron Stoppable | Will Friedle           | Marius Clarén      |
| Wade Load     | Tahj Mowry             | Wanja Gerick       |
| Dr. Drakken   | John DiMaggio          | Jan Spitzer        |
| Duff Killagan | Brian George           | Frank Ciazynski    |
| Monkey Fist   | Tom Kane               | Thomas Nero Wolff  |
| Shego         | Nicole Sullivan        | Katrin Fröhlich    |
| Rufus         | Nancy Cartwright       | Stefan Krause      |

## Produktion
Der Film wurde von Walt Disney Television Animation produziert. Regie führte Steve Loter. Die Drehbücher schrieben Bill Motz und Bob Roth. Die Musik komponierte Adam Berry.